# Wolfgang Schneiderhan
Wolfgang Eduard Schneiderhan (Viena, 28 de mayo de 1915 – Viena, 18 de mayo de 2002) fue un violinista austríaco que desde temprana edad comenzó a interpretar grandes autores de la música clásica.

## Biografía
Sus primeros pasos en el estudio de la música los realizó con el profesor Otakar Ševčík en Pisek. Luego de unos arduos primeros estudios con este reconocido tutor musical, continuó sus estudios con Julios Winkler en Viena, con quien alcanzaría niveles de comprensión musical poco habituales para su edad.
A los 10 años, interpretó públicamente la Chacona de la Partita para violín solo n.º 2, BWV 1004 de Bach y al año siguiente hizo su debut en Copenhague interpretando el Concierto para violín de Mendelssohn. Tras su exitoso debut como intérprete de música clásica al violín, recorrió distintas ciudades de Europa, hasta que en su adolescencia decide instalarse en Inglaterra. Allí se radicó durante un tiempo, desde 1929, dando varios conciertos con artistas como Maria Jeritza, Fyodor Chaliapin, Jan Kiepura, y Paul Robeson.
Años después regresó a Viena para convertirse en el primer violín de la Orquesta Sinfónica de Viena, lugar que ocupó desde 1933 a 1937. En el año 1937, se convirtió en el primer violín de la Orquesta Filarmónica de Viena hasta 1951. Pese a la importante posición que ocupaba en la escena musical de la Viena de esos años, Wolfgang siguió ejerciendo como solista en distintos conciertos y grabaciones. 
Actuó de violín solista en el estreno vienés del Concierto para violín de Elgar en 1947.
También formó un cuarteto de cuerda y tras la muerte de Georg Kulenkampff en 1948, lo sustituyó en el famoso trío de piano con Edwin Fischer y Enrico Mainardi.   
Dio clases en Salzburgo, Viena, Lucerna. En 1956 fundó el festival de cuerda de Lucerna junto a Rudolf Baumgartner.
Se casó con la cantante soprano Irmgard Seefried.